# Gustavo Marx
Gustavo Marx (Belo Horizonte, 7 de Novembro 1972 °) é um fotógrafo de moda brasileiro.

## Biografia
Gustavo teve seu primeiro contato com a fotografia ainda muito novo, através do pai, mas não passava de um hobby. O primeiro trabalho profissional foi oferecido por uma amiga, para uma revista de automóveis, fotografando anúncios de carros à venda.
Em 2007 foi o primeiro colocado no prêmio PX3 Prix de la Fotographie Paris, na categoria retrato, com a foto Bruna.
Ainda em 2007, recebeu dois primeiros lugares no International Photography Awards em Nova York, novamente com Bruna (na categoria de Beleza) e a série Essenciale (na categoria Moda). Em 2008 voltou a receber o primeiro lugar do prêmio PX3 Prix de la Fotographie Paris, mas dessa vez na categoria moda, novamente com a série Essenciale. Consquistou também o segundo lugar com a série produzida para a grife Alphorria. Nesse mesmo ano Gustavo assina um contrato com uma agência de fotógrafos em Nova York e se muda para a cidade
Em 2012 Gustavo fotografa as capas dos livros da série "The Selection ('A Seleção' no Brasil)" de Kiera Cass, que se tornam um fenômeno mundial.
Gustavo retorna ao Brasil em 2015 para sua cidade natal aonde mantém uma lista de clientes entre eles Adidas Y3, Abi-Project, Alphorria, Apartamento 03, Avantgarde Magazine, Arte Sacra Couture, Brides Magazine, Cake Magazine, Conde Nast, Coven, DTA Denim, Dossier Journal, Ela O Globo, Elle Brasil, Essenciale, Fedra, Harper Collins, InStyle Brazil, Kaplan Thaler Publishers, Lucas Magalhães, L'Officiell Magazine, Luz da Lua Calçados, Marie Claire Brasil, Madreperola, Mara Mac, Márcia Morais, Maria Filó, Marrô, MRodarte, Nana Kokaev, Olho Magazine, Patogê Jeans, Printing, Publicis, Tabita Shoes, Trip Magazine, Via Marte Calçados, Vogue Brasil, Rosalia Nazareth Jewelry, Weddings by The Ritz- Carlton, 613 e outros.

Atualmente Gustavo vive me Belo Horizonte com sua esposa e filho.